# Enrique Sierra Valenzuela
Enrique Sierra Valenzuela (Adra, 1845-Adra, 1880) fue un escritor español.

## Biografía
Nació en enero de 1845 en la localidad almeriense de Adra.  Poeta, fue premiado en varios certámenes. Redactor durante varios años de La Mañana de Madrid, colaboró en publicaciones periódicas como la Revista de España, El Imparcial y La Academia, entre otras. Falleció en su localidad natal el 27 de octubre de 1880.